# Херберт Прохаска
Херберт Прохаска (на немски: Herbert Prohaska) (8 август 1955, Виена, Австрия) е австрийски футболист. Той има успехи на интернационално ниво. След края на активната си кариера той става треньор и анализира мачове за ORF и пише колонка за вестник Кронен Цайтунг.